# Toni Garrani
Toni Garrani, all'anagrafe Antonio Garrani (Roma, 18 maggio 1951), è un attore, conduttore radiofonico, conduttore televisivo e doppiatore italiano.

## Biografia
Figlio dell'attore Ivo Garrani, dal 1970 al 1982 si è dedicato al teatro, recitando sotto la regia di Giancarlo Sbragia, Giancarlo Cobelli, Mario Landi, Tonino Pulci e Gabriele Lavia. Nel 1982 è avvenuto il suo primo incontro con Michele Mirabella, con il quale fino al 2000 condurrà trasmissioni radiofoniche di successo su Rai Radio 2. Sempre per l'emittente radiofonica è stato protagonista dello sceneggiato drammatico Un muro di parole (1990). Successivamente ha interpretato numerosi ruoli in film e fiction televisive ed è stato conduttore di programmi televisivi di intrattenimento.
Per la sua carriera radio-televisiva ha ricevuto la "Maschera d'argento" (1986-87), il "Premio Naxos" (due volte), il "Premio Critica Televisiva" (1989), il "Microfono d'argento" (1990). 
Nel terzo millennio si è dedicato soprattutto al doppiaggio.

## Filmografia
- Gli angeli di Borsellino (2003)
- Incantesimo 8[1] (2005-2006)
- La contessa di Castiglione (2006)
- Capri (2006 - 2008)
- Butta la luna (2007-2009)
- Le ragazze di San Frediano (2007)
- Donna detective (2007)
- Fidati di me (2008)
- Don Matteo 6 (2008)
- Cugino & cugino (2011)
- Rosso San Valentino (2013)
- Te Absolvo (2017)
- L'onore e il rispetto - Ultimo capitolo (2017)

## Radio
- Motonave Selenia, di e con Michele Mirabella, regia di Maurizio Ventriglia (1985)

### Prosa televisiva RAI
- Ella si umilia per vincere ovvero gli equivoci di una notte, di Oliver Goldsmith, con Massimo Dapporto, Enrica Bonaccorti, Antonio Garrani, Umberto D'Orsi, Lia Tanzi, Giusi Raspani Dandolo, Renato Baldini, Daniele Formica, regia di Mario Landi, trasmessa il 31 ottobre 1975.
- Il mercante di Venezia, di William Shakespeare, con Sergio Fantoni, Andrea Giordana, Massimo Dapporto, Pino Ferrara, Lina Sastri, Bruno Zanin, Vittorio Stagni, Ilaria Occhini, Massimo Foschi, Gianrico Tedeschi, Loris Loddi, regia di Gianfranco De Bosio, trasmessa il 24 marzo 1979.
- Le pillole d'Ercole, con Paola Quattrini, Armando Francioli, Carlo Hintermann, Giorgio Bixio, Tullio Solenghi, Paolo Fiorini, Franco Volpi, Silvia Monelli, Bianca Toccafondi, Cinzia De Carolis, Giusi Raspani Dandolo, regia di Davide Montemurri, trasmessa il 1º settembre 1981.
- Le storie di Mozziconi, di Luigi Malerba, con Leo Gullotta, Marina Confalone, Mario Carotenuto, Anna Cardini, regia di Nanni Fabbri, sceneggiato di 13 puntate, dall'11 aprile 1983 al 22 agosto 1983.

## Programmi televisivi
- Aperto per ferie (Rai 2, 1987-1988)
- Ricomincio da due (Rai 2, 1990)
- La piscina (Rai 3, 1991)
- Aspettando Grillo.... (Rai 3, 1992)
- Venti e venti (Rai 2, 1993-1994)
- Siamo alla frutta (Rai 2, 1994)
- Tivvù cumprà (Rai 3, 1995)
- Tenera è la notte (Rai 2, 1996)
- La testata (Rai 3, 1996)
- Melaverde (Rete 4, 1998-1999)
- Cominciamo bene (Rai 3, 1999-2003)

## Doppiaggio

### Film
- Mark Rylance in Il ponte delle spie, Il GGG - Il grande gigante gentile, Dunkirk, Il processo ai Chicago 7, Bones and All
- Terence Stamp in Operazione Valchiria
- David Strathairn in Lincoln
- Werner Herzog in Jack Reacher - La prova decisiva
- Michael McKean in Jerry e Marge giocano alla lotteria
- John Amos ne Il principe cerca figlio
- Judd Hirsch in The Meyerowitz Stories
- Eddie Marsan in Deadpool 2[2]
- Robert Pugh in Robin Hood
- Giless Gaston Dreyfus in La piccola Lola
- Martin Mull in A Futile and Stupid Gesture
- Peter MacNeil in La fiera delle illusioni - Nightmare Alley
- Harry Groener in La cura dal benessere
- Tracy Letts in La donna alla finestra
- Michael Wong in Something Good
- Alan Cox in Magic Mike - The Last Dance
- Fred Melamed in The Vigil - Non ti lascerà andare

### Film d'animazione
- Rafiki ne Il re leone, Mufasa - Il re leone
- Luc De Sac in Le avventure di Fiocco di Neve[3]
- Roscuro ne Le avventure del topino Despereaux

### Serie televisive
- Sam Waterston in Law & Order - I due volti della giustizia (st. 21-22)
- Greg Evigan in Truck Driver
- Gary Anthony Williams in The Crew
- Juan Fernández in El Cid